# Летово (станция метро)
«Ле́тово» — проектируемая станция Московского метрополитена на Троицкой линии. Расположится в районе Коммунарка Новомосковского административного округа. Своё название получила по одноимённой деревне. Открытие станции запланировано в составе участка «Новомосковская» — «Троицк» к 2030 году.

## История
Впервые станция появляется в проработке второго варианта трассировки участка Троицкой (Коммунарской) линии южнее ст. «Столбово» в июле 2017 г. В сентябре 2017 г. данный вариант трассировки был принят в качестве основного при разработке проекта планировки линии. Однако в феврале 2019 г. руководством города был выбран первый вариант трассировки, после чего все проработки строительства станции «Летово» были прекращены.
В 2023 году были утверждены проекты планировки участка Троицкой линии от станции «Коммунарка» (ныне — «Новомосковская») до станции «Троицк», в котором снова появилась станция «Летово». Ранее планировалось построить между станциями Сосенки и Десна станцию Ракитки, но в другом месте. В проекте 2023 года станция Ракитки уже отсутствовала, вместо неё опять решили строить станцию Летово, ближе к электродепо Летово. По состоянию на июль 2025 года ведется проектирование всех шести станций участка.

## Расположение
Станцию планируется разместить с северо-западной стороны от Калужского шоссе, вблизи парка «Летова Тропа». Вплотную к станции будет проходить проектируемая автомобильная дорога «Аэропорты Внуково — Остафьево — поселение Щербинка». Два вестибюля станции будут иметь выходы к Проектируемому проезду № 4, Проектируемому проезду № 3, жилой и общественной застройке, остановочным пунктам наземного городского пассажирского транспорта.